# Estación Aeronaval Río Gallegos
La Estación Aeronaval Río Gallegos fue una unidad de la Armada Argentina con base en el aeropuerto de Río Gallegos, en la provincia de Santa Cruz.
Fue reorganizada en 1981 con material de la Base Aeronaval Almirante Quijada de Río Grande. Durante la guerra de las Malvinas de 1982, el portaviones ARA Veinticinco de Mayo desembarcó su ala embarcada. En dicha ocasión, el Comando de la Aviación Naval organizó la Estación Aeronaval Río Gallegos para dar apoyo a la Escuadrilla Aeronaval de Exploración, ya que la Base Aérea Militar Río Gallegos de la Fuerza Aérea Argentina estaba muy congestionada. El 13 de mayo de 1982, los aviones S-2 Tracker y Embraer EMB 111 Bandeirante de la Unidad de Tareas 80.2.2 comenzaron a operar desde Río Gallegos.
El 24 de mayo, se estableció una estación de búsqueda y rescate de la Fuerza de Tareas 50, con el avión Skyvan PA-51 y el helicóptero Puma PA-11, ambos de la Prefectura Naval Argentina.
Finalizado el conflicto, las unidades aéreas comenzaron a replegarse a sus asientos de paz, el 23 de junio de 1982, y la estación se disolvió.